# Драммонд, Элис
Элис Драммонд (англ. Alice Drummond, урождённая Элис Э. Райтер (англ. Alice E. Ruyter); 21 мая 1928, Провиденс — 30 ноября 2016[…], Бронкс, Нью-Йорк, США) — американская актриса.

## Биография
Родилась в семье секретаря Сары Айрин и автомеханика Артура Райтера. Образование получила в Пемброк-колледже в Провиденсе (при Брауновском университете), который окончила в 1950 году. В 1951 году вышла замуж за Пола Драммонда и сменила фамилию. Их брак продолжался до 1975 года.
Её актёрская карьера началась в конце 1950-х на театральной сцене. В 1959 году она дебютировала на Бродвее, где в 1970 году была номинирована на премию «Тони» за роль в пьесе «Китаец и доктор Фиш». В том же году она впервые появилась на большом экране, где за годы карьеры она исполнила около тридцати ролей второго плана, сыграв в таких фильмах как «Охотники за привидениями» (1984), «Пробуждение» (1990), «Эйс Вентура: Розыск домашних животных» (1993), «Вонгу Фу, с благодарностью за всё! Джули Ньюмар» (1995) и «Сомнение» (2008). Среди её телевизионных работ — участие в сериалах «Надежда Райан», «Ленни», «Друзья», «Закон и порядок», «Крученый город» и «Юристы Бостона».
Умерла 30 ноября 2016 года от осложнений после падения в своем доме в Бронксе, Нью-Йорк, в возрасте 88 лет.